# Damaliscus lunatus lunatus

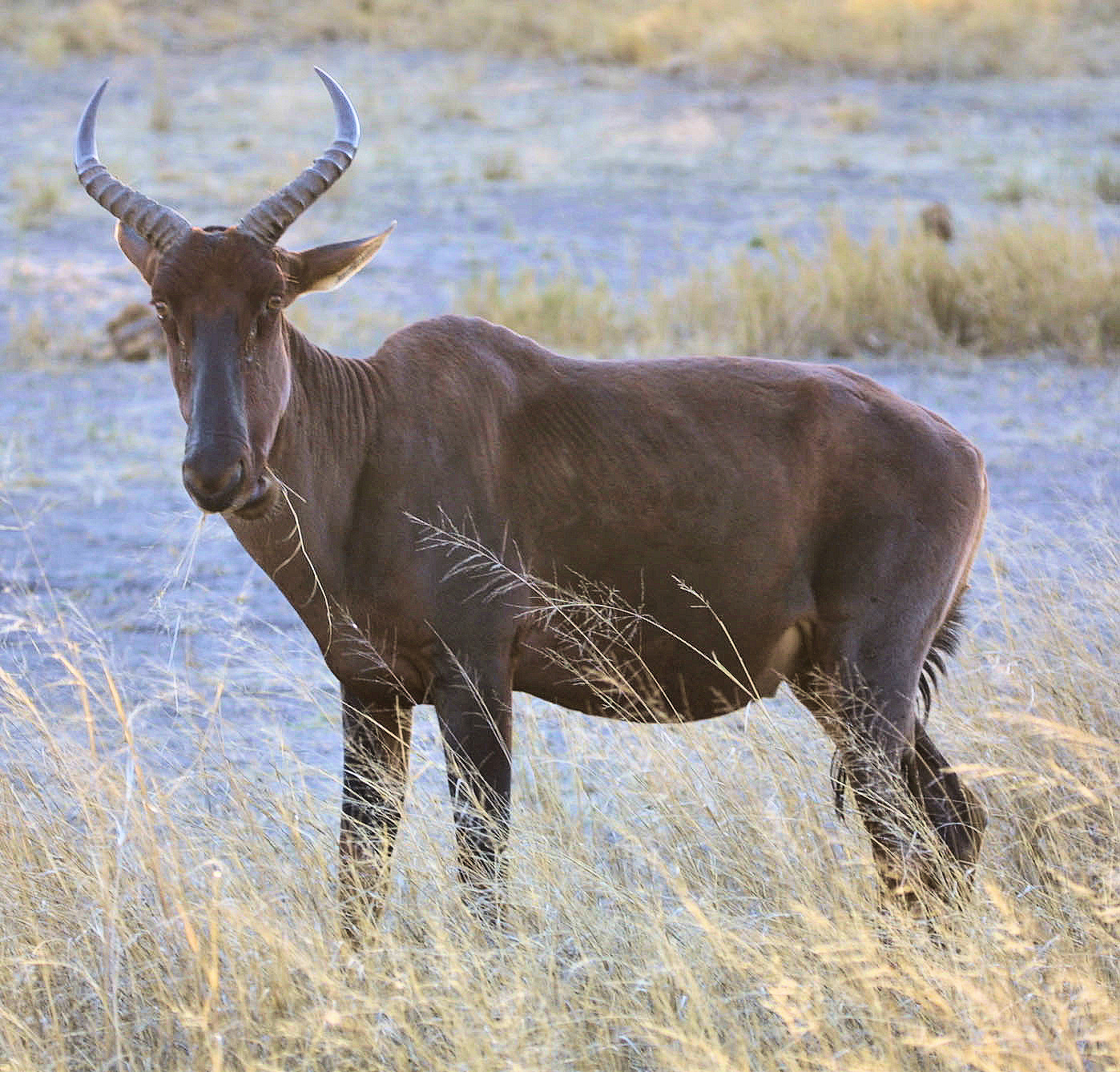
Um Damaliscus lunatus

O cacu, mezanze ou estacatira (Damaliscus lunatus) é uma das cinco espécies de antílopes africanos da subfamília Alcelaphinae, na família Bovidae. A espécie é estreitamente relacionada com o topi. Os mezanzes ou cacus são encontrados em Angola, na Zâmbia, na Namíbia, em Moçambique, no Botswana, no Zimbabwe, em Essuatíni e na África do Sul. Um mezanze pode correr a uma velocidade máxima de 80 km/h.

## Descrição
Mezanzes adultos podem ter entre 1,50 metro e 2,30 metros. Os machos têm em média 140 quilos e as fêmeas 120 quilos.